# Broadcasting Standards Authority

Logo de la Broadcasting Standards Authority à partir de 2011

Le Broadcasting Standards Authority (BSA, en maori Te Mana Whanonga Kaipāho) est un crown entity de Nouvelle-Zélande créé par le Broadcasting Act 1989 pour maintenir des standards en radio et télévision. Ses principales tâches sont de développer et maintenir des standards de diffusion et de gérer les plaintes à ce sujet.
Le BSA est composé d'un conseil choisi par le gouverneur général sur la recommandation du ministre de télé- et radiodiffusion ; en général c'est ce ministre et son cabinet qui font partie du conseil. Le président est toujours un barrister. Un membre est élu après consultation avec les chaînes et des groupes d'intérêt public.
Les plaintes concernant des violations des standards de diffusion ne peuvent être communiqués au BSA qu'après communication à la chaîne concernée.

## Sources
- (en) Cet article est partiellement ou en totalité issu de l’article de Wikipédia en anglais intitulé « Broadcasting Standards Authority » (voir la liste des auteurs).
- (en) Site officiel